# Simor Ottó
Simor Ottó (Budapest, 1926. július 16. – Debrecen, 2012. november 1.) Jászai Mari-díjas magyar színész, érdemes művész, a debreceni Csokonai Színház és a nyíregyházi Móricz Zsigmond Színház örökös tagja.

## Életpályája
1946-ban végzett az Országos Színészegyesület Színészképző Iskolájában. Vidéki színházakban játszott, 1948-ban a kecskeméti Katona József Színházhoz szerződött. 1949-től egy évadot az Állami Bányász Színházban, 1950-től pedig a Fővárosi Varieté és Kamaravarietéban játszott. 1951-ben a Miskolci Nemzeti Színházhoz szerződött.
Szendrő József hívására 1958-ban a debreceni Csokonai Színház tagja lett. 1962-ben Jászai Mari-díjat kapott. 1975-ben a győri Kisfaludy Színház szerződtette, majd 1976-ban újból a kecskeméti Katona József Színházhoz került. 1978-tól a debreceni Csokonai Színházban lépett fel, 1983-ban a Móricz Zsigmond Színházban szerepelt, 1993-tól újból a debreceni Csokonai Színház foglalkoztatta. 2009-ben lépett utoljára színpadra.
Örökös tagja a debreceni Csokonai Színháznak és a nyíregyházi Móricz Zsigmond Színháznak. 
Felesége Tikos Sári színésznő volt. Unokája, Rózsa László szintén színművész lett.

## Színpadi szerepei
A Színházi adattárban regisztrált bemutatóinak száma: 218, ugyanitt tizennégy színházi felvételen is látható.
- Molnár Ferenc: Játék a kastélyban....Turai
- Kacsóh Pongrác: János vitéz....Kukorica Jancsi
- Victor Léon–Leo Stein: A víg özvegy....Danilo
- William Shakespeare: A makrancos hölgy....Petruchio
- George Bernard Shaw–Frederick Loewe: My Fair Lady....Higgins
- Rideg Sándor: Indul a bakterház....Konc bácsi
- Németh László: Galilei....Riccardi, páter
- Pjotr Iljics Csajkovszkij–Alekszandr Szergejevics Puskin: Anyegin....Triquet
- Móricz Zsigmond–Szakonyi Károly: Rokonok....Berci bácsi
- Teleki László: Kegyenc....Basilius
- Zerkovitz Béla: Csókos asszony....Salvator
- Johann Strauss: A denevér....Frosch, fogházőr
- Carlo Goldoni: A patikus, avagy orvos is lehet tisztességes
- Ábrahám Pál: Bál a Savoyban....Pomerol
- Lehár Ferenc: Cigányszerelem....Kolompár Mihály
- Kálmán Imre: Csárdáskirálynő....Ferdinánd főherceg
- Tamási Áron: Énekes madár....Pap
- Andrew Lloyd Webber: József és a színes szélesvásznú álomkabát....Jákob
- Szabó Magda: Kiálts, város!....Duskás
- Shakespeare: Lear király....Aggastyán
- Móricz Zsigmond: Légy jó mindhalálig....Názó, földrajztanár
- Kálmán Imre: Marica grófnő....Kudelka bácsi
- Gyárfás Miklós: Tanulmány a nőkről....Gegucz Bálint
- Molnár Ferenc: Liliom....Liliom

## Filmjei

### Játékfilmek
- Valahol Magyarországon (1987)

### Tévéfilmek
- Krétakör (1978)
- Helyet az ifjúságnak (1995)
- Cigányszerelem (2002)

## Könyvek róla
- Zarándy Bertalan: A János Vitéztől a Volponeig. Egy színházi élet emlékképei: Simor Ottó életrajza; magánkiadás, Debrecen, 2008
- R. Simor Katalin: A játék emléke. Tikos Sári és Simor Ottó; TKK, Debrecen, 2015 ISBN 9789635969418